# Pchjongsong
Pchjongsong (korejsky 평성 – Pchjŏngsŏng) je hlavní město provincie Jižní Pchjŏngan v Severní Koreji. Leží u jižní hranice provincie jen zhruba 32 kilometrů na sever od hlavního severokorejského města Pchjongjangu. Bylo oficiálně založeno v roce 1969 a v roce 2008 v něm žilo zhruba 284 tisíc obyvatel.
Přes Pchjongsong vede elektrifikovaná železniční trať Pchjongjang – Rason.
Dne 27. listopadu 2017 byla z města vypálena balistická raketa Hwasong-15.

## Vzdělávání
Pchjongsong, který byl původně založen s myšlenkou fungovat jako centrum pro severokorejský vědecký a technologický sektor, je místem několika vysokých škol, univerzit a výzkumných center:
- Pchjongsongská univerzita věd - údajně zahrnuje oddělení jaderné fyziky, jehož výzkumníci přispívají k jadernému programu Severní Koreje. Oddělení provozuje Výzkumný ústav pro atomovou energii.
- Univerzita medicíny Pchjongsong
- Výzkumný ústav kosmických věd
- Univerzita veterinárních věd a chovu zvířat Phyongsong

## Partnerská města
- Pernik, Bulharsko